# Risto Alapuro
Risto Sakari Alapuro, född 28 april 1944 i Ruokolax, död 6 december 2022 i Helsingfors, var en finländsk sociolog och professor.

## Karriär
Risto Alapuro blev 1975 pol.dr. och var en särskilt intressant gestalt bland finländska socialhistoriker. Han var en internationellt känd vetenskapsman som lyft fram den historiska sociologin i Finland. Han var professor i sociologi vid Jyväskylä universitet 1986–1991 och professor vid Helsingfors universitet 1991–2010. Hans specialområden var sociala rörelser, politiska konflikter och sociala nätverk. Han var ursprungligen inspirerad av Barrington Moore Jr och publicerade ett antal verk om sociala konflikter och klassideologier i 1900-talets Finland. De har ofta klassificerats som historisk sociologi, men denna etikett är klart för inskränkt med tanke på att hans bidrag med jämna mellanrum har stått i centrum för historikernas intresse och tydligt har ökat deras intresse för komparativa förklaringar.
Han disputerade på en avhandling om Akademiska Karelen-Sällskapet. Bland hans övriga arbeten märks State and revolution in Finland om det finska inbördeskriget. Att Alapuro har förblivit en viktig auktoritet bekräftas av rikliga hänvisningar till hans produktion i doktorsavhandlingar publicerade i Finland under 1990-talet. Det mest citerade är State and revolution in Finland.
Alapuro forskade, studerade och undervisade både i Frankrike, Ryssland och USA. År 1993 utnämndes han till ledamot av Finska Vetenskapsakademien.

## Utmärkelser
- Riddartecknet av I klass av Finlands Vita Ros’ orden,  6 december 1998[5]
- Riddare av Akademiska palmen,  2007[6]

[Redigera Wikidata]